# Macropsis speculum
Macropsis speculum är en insektsart som beskrevs av Kuoh. Macropsis speculum ingår i släktet Macropsis och familjen dvärgstritar. Inga underarter finns listade i Catalogue of Life.